# Croftybom
Een croftybom is een fles met een oplossing van natriumhydroxide waarbij aluminium (of een ander onedel metaal) wordt toegevoegd. Dit lost snel op onder ontwikkeling van warmte en waterstofgas. Als de fles hermetisch afgesloten wordt zal hij uiteindelijk als de druk hoog genoeg wordt exploderen. Natriumhydroxide is als gootsteenontstopper te krijgen; Crofty is een merk voor gootsteenontstopper.

## Gevaar
Reactievaten als de croftybom zijn bijzonder gevaarlijk omdat de reactie exotherm is en vanaf het moment dat vorming van waterstofgas is gestart niet meer veilig kan worden gestopt. Het ogenblik van de ontploffing is onvoorspelbaar; het kan direct gebeuren of na enige tijd (soms tot meer dan 10 minuten). Dit ogenblik is afhankelijk van de verhouding tussen gebruikte grondstoffen, de weerstand van de container tegen de druk en de manier waarop de stoffen met elkaar in contact worden gebracht.

### De gevaren/risico's
| Gebeurtenis                                                                                        | Risico |
| -------------------------------------------------------------------------------------------------- | --- |
| Druk van de explosie                                                                               | ernstige verwondingen aan hand, armen of andere lichaamsdelen ernstige verwondingen door rondvliegend puin                           |
| Wanneer een container gebruikt wordt die versplintert zoals een glazen fles of een aardewerken pot | ernstige verwondingen door rondvliegende splinters                                                                                   |
| Vorming van stoomnevels met natronloog                                                             | ernstige verbranding van huid en ogen door de hete stoom ernstige schade aan huid, ogen en luchtwegen door de natronloog in de stoom |
| Vorming van licht ontvlambaar waterstofgas                                                         | een tweede explosie door ontbranding van het gevormde waterstofgas                                                                   |

## Werking
De Croftybom is gebaseerd op het scheikundige principe van oxidatie. In dit geval wordt de oxidatie van het toegevoegde metaal versneld door reactie met de base natronloog Na+(aq) en OH−(aq) wat het hoofdbestanddeel is van gangbare chemische gootsteenontstoppers.
2 Al(s) + 2 OH−(aq) + 6 H2O (l) → 3 H2(g) + 2 Al(OH)4−(aq)
Dit kan een zeer heftige reactie zijn die snel kan leiden tot de vorming van een behoorlijke hoeveelheid waterstofgas (H2). Als de fles ontploft kan de hete, bijtende inhoud in het rond spatten en ernstig letsel (chemische brandwonden) toebrengen aan huid en (vooral) ogen. Etsing met loog is een van de meest gevreesde letsels van het hoornvlies. NaOH is een sterke loog (base).
Het gevormde waterstofgas is daarnaast licht ontvlambaar en dus brandgevaarlijk. Eén kleine vonk is genoeg om het te laten ontbranden en een explosieve reactie aan te laten gaan met zuurstofgas uit de lucht. Hierbij wordt water (2 H2(g) + O2(g) → 2 H2O(g)) gevormd (in gasvorm, dus stoom). De explosiegrenzen van een mengsel van waterstof en lucht die ontvlambaar is ligt tussen de 4 en 75 vol %.

## Natriumhydroxide
Natriumhydroxide (NaOH) (caustische soda) is een sterke base. Organische stoffen (huid, kleren) en amfotere metalen lossen goed op in sterk basische oplossingen. Dat is ook de reden waarom natriumhydroxide zo geschikt is als gootsteenontstopper. Als een klein spettertje van de oplossing op een kledingstuk valt dan komt er op die plek een gat als het kledingstuk later gewassen wordt. De oplossing voelt op blote huid slijmerig aan. Dat is niet omdat de oplossing zelf slijmerig is, maar omdat de huid erin oplost en daardoor slijmerig wordt. Indien natriumhydroxide in de ogen komt, kan permanente blindheid optreden.

## Incidenten
Eind 2006 waren er in korte tijd een aantal incidenten met croftybommen nadat op internet diverse filmpjes verschenen over het maken van zo'n bom.
Het experimenteren met dergelijke ontploffende flessen is bijzonder gevaarlijk en leidde tot verschillende serieuze incidenten. Zo raakte in Gorinchem op 26 oktober 2006 een jongen zwaargewond aan zijn oog. Twee dagen eerder raakte óók in Gorinchem een hond gewond aan zijn bek en tong. Op 15 december 2006 raakte in Dordrecht een ezel gewond aan zijn snuit, met als gevolg een beschadigd hoornvlies en brandwonden aan zijn kop. Later op diezelfde dag liepen een moeder en haar kind eerstegraads brandwonden op in Nijmegen. Een van de vijf verdachten van de Dordtse zaak, een 14-jarige jongen, is ten behoeve van het strafrechtelijk onderzoek op 18 december 2006 in bewaring gesteld.
Deze incidenten deden de directie van de drogisterijketen Kruidvat besluiten haar personeel te adviseren geen gootsteenontstopper te verkopen aan minderjarigen. Ook het Centraal Bureau Levensmiddelen (CBL) heeft eind oktober 2006 de bij haar aangesloten supermarkten hierop geattendeerd.
Op 4 juli 2007 raakten drie tieners uit Hendrik-Ido-Ambacht gewond aan hun gezicht toen een van hun croftybommen ontplofte.
Op 22 december 2007 waarschuwde het Academisch Medisch Centrum nogmaals voor oogletsel veroorzaakt door de croftybom vanwege meerdere incidenten in korte tijd.

## Strafbaar
Het laten ontploffen van een croftybom wanneer dat gevaar oplevert voor goederen of personen is volgens de Belgische en Nederlandse wet strafbaar. In Nederland is artikel 157 van het Wetboek van Strafrecht van toepassing. Wie in Nederland wordt aangehouden met een croftybom of met grondstoffen hiervoor op zak, riskeert een celstraf van maximaal vier jaar. Wie een dergelijke bom tot ontploffing brengt terwijl er een ander in de buurt is, kan maximaal vijftien jaar gevangenisstraf krijgen.